# Wyrsziło
Wyrsziło (bułg. Вършило) – wieś w Bułgarii, w obwodzie Burgas, w gminie Sozopol. W 2023 roku liczyła 179 mieszkańców.